# 정순옥 (육상 선수)
정순옥(鄭順玉, 1983년 4월 23일 ~ )은 대한민국의 육상 멀리뛰기 선수로 소속팀은 인천광역시청이다. 6m 76의 멀리뛰기 대한민국 신기록 보유자이며 주종목이 아닌 100m에서도 전국체전 2연패를 달성했다. 2008년 베이징 올림픽에 출전하였으나 개인 최고기록에 못 미치는 6m 33의 기록으로 예선 탈락에 그쳤다. 베이징 올림픽에서 경기하는 모습이 MBC 예능프로그램 무한도전을 통해 방송되기도 하였다.
2009년 6월 4일, 제 63회 전국육상경기선수권에서 6m 76을 뛰어 대한민국 신기록을 경신했다. 이 기록은 세계 육상 선수권 대회 출전 A기준기록인 6m 72를 넘어선 기록이기 때문에 2009년 세계 육상 선수권 대회에 출전할 수 있게 됐다.

## 주요 성적
| 날짜             | 종목     | 대회                              | 장소         | 순위 | 기록    | 기타         |
| ---------------- | -------- | --------------------------------- | ------------ | ---- | ------- | ------------ |
| 2005년 11월 2일  | 멀리뛰기 | 2005년 동아시안게임               | 마카오       | 2위  | 6m 31   |              |
| 2006년 9월 28일  | 멀리뛰기 | 2006대구국제육상경기대회          | 대구         | 1위  | 6m 68   | 한국 신기록  |
| 2006년 10월 19일 | 멀리뛰기 | 제87회 전국체육대회               | 김천         | 1위  | 6m 64   | 대회 신기록  |
| 2006년 12월 10일 | 멀리뛰기 | 2006년 아시안 게임                | 도하         | 5위  | 6m 26   |              |
| 2007년 7월 27일  | 멀리뛰기 | 2007년 아시아육상선수권대회       | 암만, 요르단 | 3위  | 6m 60   | 풍속 2m 이상 |
| 2007년 10월 11일 | 100m     | 제88회 전국체육대회               | 광주         | 1위  | 11초 81 |              |
| 2007년 10월 12일 | 멀리뛰기 | 제88회 전국체육대회               | 광주         | 1위  | 6m 58   |              |
| 2008년 8월 19일  | 멀리뛰기 | 베이징 올림픽 예선                | 베이징       | 28위 | 6m 33   |              |
| 2008년 10월 11일 | 100m     | 제89회 전국체육대회               | 여수         | 1위  | 11초 85 |              |
| 2008년 10월 12일 | 멀리뛰기 | 제89회 전국체육대회               | 여수         | 1위  | 6m 43   |              |
| 2009년 6월 4일   | 멀리뛰기 | 제63회 전국육상경기선수권         | 대구         | 1위  | 6m 76   | 한국신기록   |
| 2009년 8월 21일  | 멀리뛰기 | 2009년 세계육상선수권대회 예선    | 베를린       | 14위 | 6m 49   |              |
| 2009년 10월 21일 | 멀리뛰기 | 제90회 전국체육대회               | 대전         | 1위  | 6m 22   |              |
| 2010년 5월 10일  | 멀리뛰기 | 제39회 전국종별육상경기선수권대회 | 창원         | 1위  | 6m 48   | 대회신기록   |
| 2010년 10월 9일  | 멀리뛰기 | 제91회 전국체육대회               | 진주         | 1위  | 6m 46   |              |
| 2010년 11월 23일 | 멀리뛰기 | 2010년 아시안 게임                | 광저우       | 1위  | 6m 53   |              |